# Elisha Collier
Elisha Haydon Collier (1788–1856) de Boston, EUA, va patentar un revòlver de xispa cap al 1818. La seva arma és un dels primers revòlvers de xispa veritables, després dels revòlvers de Jaumandreu de Manresa de 1739 i el de Rovira de Ripoll de 1702, exposats a l'Armeria de la Torre de Londres, que van representar un gran contrast amb les anteriors pepperbox que eren pistoles de diversos canons juxtaposats.
De fet el tambor del revòlver de Collier no girava tot sol calia fer-lo girar amb la mà, en canvi, era auto-encebador, ja que un compartiment dipositava automàticament la pólvora fina a la cassoleta en armar el martell.

## Fabricació d'armes

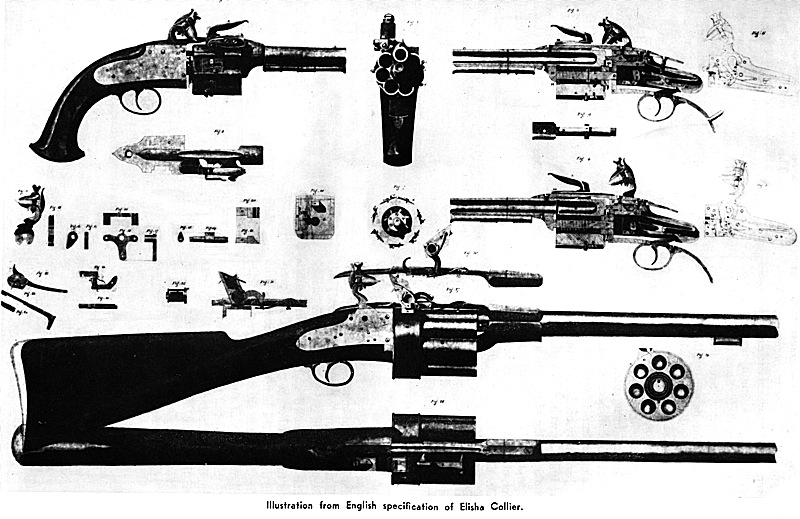
Revòlver de Collier e

Colier va patentar el seu revòlver el 1818, que fou fabricat a partir de 1819 per John Evans & Son of London, i comprat per oficials europeus dels Presidency armies. Suposadament s'havien de fabricar armes per a l'Índia, per una suma de 10.000 lliures esterlines (aproximadament 160 armes llargues) segons el testimoni d'Elisha H. Collier en el judici per infracció de patents, Colt vs Massachusetts Arms Company de 1851(J. Harrison - The Gun Collector Number 35 febrer 1951, pp. 553–555.) però més endavant el testimoni va ser corregit per Collier suggerint que aquest nombre era només una previsió. Se sap que es van fabricar aproximadament 225 pistoles i escopetes Collier entre 1819 i 1824 segons els números de sèrie coneguts entre els tres tipus. Un sol canó permetia una major precisió i un temps de recàrrega més ràpid alhora que reduïa el pes innecessari. No obstant això,el seu pany de xispa era un greu inconvenient: les pedres no eren fiables i s'havien de canviar amb freqüència, mentre que la pólvora de qualitat inferior tenia el perill de no encendre's.
Samuel Colt va veure armes amb tambor girat manualment a l'Armeria de la Torre de Londres el 1832, tornant de l'Orient Llunyà, en un viatge com a grumet a bord del bergantí Corvo i s'hi va inspirar per crear el seu propi revòlver de pistó: el Colt Paterson, afegint-hi el gir automàtic del tambor, i que acabaria sent perfeccionat amb el Colt Walker.
A part de les pistoles, Collier va fabricar escopetes i carabines amb tambor rotatiu a la dècada de 1820. Només es van fabricar 150 d'aquestes armes, que ara són peces de col·lecció.

## Altres activitats
A la dècada de 1830, Collier va inventar una nova caldera per als vaixells de vapor. Va escriure un llibre sobre el tema, que va ser publicat el 1836. El 1839 Collier va dissenyar una màquina per a la producció massiva de claus per a la Globe Dock Factory, Rotherhithe, Surrey.

## Darrers anys
Collier va viure a Anglaterra des de 1818 fins a 1850, llavors va tornar a Boston, Massachusetts. En aquell moment, els revòlvers més barats produïts en massa de Colt havien substituït els seus dissenys més antics fets a mà. Collier figura empadronat al carrer Eliot 88 en un cens de 1850, lloc on va morir el 23 de gener de 1856.